# Viggo Pedersen
 Der er flere personer med dette navn, se Viggo Pedersen (maler).
Viggo Pedersen (24. april 1889, København – 16. april 1965, Gentofte) var en dansk atlet (løber) og forvalter.
Han var medlem af Københavns FF og vandt som 16-årig DM-bronze på 1 dansk mil 1905. Han skiftede til "Stadion" 1909-1911, men skiftede tilbage til Københavns FF (senere Københavns IF).
Han vandt otte danske mesterskab og satte 14 danske løbe rekorder på; 2000 meter, 3000 meter, 5000 meter, 5 miles, 10 000 meter, 10 miles, 1 mime og 20km.
Vinder af Kongepokalen 1909, 1910, 1912 og 1914.
Deltog i terrænløbet ved OL 1912 i Stockholm og blev nummer 23.
Viggo Pedersen var far till Otto Bresling Pedersen der spillede én fodboldlandskamp og blev Årets Fund i dansk idræt i 1940. Hans to andre sønner Helge og Poul var begge på B.1903s førstehold. Helge spillede også 13 håndboldslandskampe og var VM-sølv vinder 1948 i markhåndbold.

## Danske mesterskaber
- Guld 1914 10.000 meter 34:16.8
- Guld 1914 15km cross 1:04,39
- Guld 1913 10.000 meter 34:23.8
- Guld 1913 Maraton 2:43.28
- Sølv 1913 1500 meter
- Guld 1912 10.000 meter 34:06.0
- Guld 1912 15km cross 53.05
- Bronze 1911 5000 meter 16:37.0
- Guld 1910 15km cross 1:03,49
- Bronze 1910 1500 meter
- Bronze 1909 Maraton 2:58:49
- Guld 1909 15km cross 1:02,49
- Bronze 1905 1 dansk mil